# فهرست فرودگاه‌ها بر پایه کد ایکائو: Z
فهرست فرودگاه‌ها بر پایه کد فرودگاهی ایکائو: A - B - C - D - E - F - G - H - I - J - K - L - M - N - O - P - Q - R - S - T - U - V - W - X - Y - Z
ببینید: فهرست فرودگاه‌ها بر پایه کد یاتا
پیشوند Z با سه استثنا زیر، برای جمهوری خلق چین استفاده می‌شود:
- ZK برای کره شمالی
- ZM برای مغولستان
- ZZZZ یک کد ویژه است و زمانی می‌شود که برای فرودگاهی، کد فرودگاهی ایکائو تعریف نشده‌باشد که معمولاً برای بالگردگاهها و فرودگاه‌های صحرایی استفاده می‌شود.

## Z (except ZK, ZM and ZZZZ) -جمهوری خلق چین
همچنین رده و فهرست را ببینید.

### ZB
- ZBAA (PEK) فرودگاه بین‌المللی پکن پکن
- ZBAD (PKX) فرودگاه بین‌المللی داشینگ پکن
- ZBBB Beijing Xijiao Airport پکن
- ZBCF (CIF) فرودگاه چایفنگ ایولونگ چیفنگ، مغولستان داخلی
- ZBCZ (CIH) Changzhi Wangcun Airport چانگجی، شانشی
- ZBDS (DSN) فرودگاه اوردوس ایجین هورو اوردوس (Dongsheng), مغولستان داخلی
- ZBDT (DAT) فرودگاه داتنگ بییازاو داتونگ، شانشی
- ZBER (ERL) فرودگاه بین‌المللی ارنهوت سیووسو Erenhot، مغولستان داخلی
- ZBHD (HDG) فرودگاه هاندان هاندان، هبئی
- ZBHH (HET) فرودگاه بین‌المللی هوهوت بایتا هوهوت، مغولستان داخلی
- ZBLA (HLD) فرودگاه هایلار دنگشان Hailar، مغولستان داخلی
- ZBMZ (NZH) فرودگاه مانژولی ضیاجیاو مانژولی، مغولستان داخلی
- ZBNY (NAY) فرودگاه پکن نانیوان پکن
- ZBOW (BAV) فرودگاه بائوتو ارلیبان بائوتو، مغولستان داخلی
- ZBSH (SHP) فرودگاه کینهوانگدو شانهایگوان کینگهوانگداو، هبئی
- ZBSJ (SJW) فرودگاه بین‌المللی شیاژونگ ژنگدینگ شیجیاژوانگ، هبئی
- ZBTJ (TSN) فرودگاه بین‌المللی تیانجین بینهای تیانجین
- ZBTL (TGO) Tongliao Airport تونگلیاو، مغولستان داخلی
- ZBUH (WUA) فرودگاه ووهای ووهای، مغولستان داخلی
- ZBUL (HLH) Ulanhot Airport Ulanhot، مغولستان داخلی
- ZBXH (XIL) Xilinhot Airport Xilinhot، مغولستان داخلی
- ZBXT (XNT) فرودگاه شینگتای دلیان شینگتای، هبئی
- ZBYC (YCU) Yuncheng Guangong Airport یانگچنگ، شانشی
- ZBYN (TYN) فرودگاه بین‌المللی ووسو تائی‌یوان تائی‌یوان، شانشی

### ZG
- ZGBH (BHY) فرودگاه بیهای فوچنگ بیهای، گوانگشی
- ZGBS (AEB) فرودگاه بایس یووجیانگ Baise، گوانگشی
- ZGCD (CGD) Changde Taohuayuan Airport چانگدی، هونان
- ZGCJ (HJJ) فرودگاه ژی‌جیانگ Huaihua، هونان
- ZGCS Changsha Datuopu Air Base چانگشا، هونان
- ZGDY (DYG) Zhangjiajie Hehua Airport ژانگجیاجی (Dayong), هونان
- ZGFS (FUO) فرودگاه فوشان شادی فوشان، گوانگ‌دونگ
- ZGGG (CAN) فرودگاه بین‌المللی بایون گوآنگجو گوانگ‌ژو، گوانگ‌دونگ
- ZGHA (CSX) فرودگاه بین‌المللی چانگشا هوانگهوا چانگشا، هونان
- ZGHY (HNY) فرودگاه هنگیواگ باجیالینگ هنگیانگ، هونان
- ZGHZ (HUZ) فرودگاه ویجو هویژو، گوانگ‌دونگ
- ZGKL (KWL) فرودگاه بین‌المللی گایلین لیانگ‌جیانگ گویلین، گوانگشی
- ZGMX (MXZ) فرودگاه میکسیان ماوژوا، گوانگ‌دونگ
- ZGNN (NNG) فرودگاه بین‌المللی نانینگ ووژو نان‌نینگ، گوانگشی
- ZGOW (SWA) فرودگاه جییانگوشان جیه‌یانگ/شانتو، گوانگ‌دونگ
- ZGSD (ZUH) فرودگاه زوهای سانزاهو جوهای، گوانگ‌دونگ
- ZGSZ (SZX) فرودگاه بین‌المللی شنژن بن شنژن، گوانگ‌دونگ
- ZGWZ (WUZ) فرودگاه ووژو چانگشودائو واژو، گوانگشی
- ZGZH (LZH) فرودگاه لیوژو بایلیان لیوژو، گوانگشی
- ZGZJ (ZHA) فرودگاه ژان‌جیانگ ژانژیانگ، گوانگ‌دونگ

### ZH
- ZHAY (AYN) Anyang Airport آنیانگ، استان هنان
- ZHCC (CGO) فرودگاه بین‌المللی ژنگژو سین‌ژنگ ژنگژو، استان هنان
- ZHES (ENH) فرودگاه انشی ژوجیپینگ Enshi، هوبئی
- ZHHH (WUH) فرودگاه بین‌المللی ووهان تیانهه ووهان، هوبئی
- ZHLY (LYA) فرودگاه لویانگ بیجیائو لوئویانگ، استان هنان
- ZHNY (NNY) فرودگاه نانیانگ جیانگ‌یینگ Nanyang، استان هنان
- ZHSS (SHS) Shashi Airport جیانگژو، هوبئی
- ZHXF (XFN) فرودگاه شیانگیانگ لیوجی Xiangyang، هوبئی
- ZHYC (YIH) فرودگاه ییچانگ سانگسیا ایچانگ، هوبئی

### ZJ
- ZJHK[۱] (HAK) فرودگاه بین‌المللی هایکو میلان هایکو، هاینان
- ZJSY (SYX) فرودگاه بین‌المللی سانیا فونیکس سانیا، هاینان
- ZJYX Yongxing Island Airport Sansha، هاینان

### ZL
- ZLAK (AKA) فرودگاه انکانگ ولیپو Ankang، شاآنشی
- ZLDH (DNH) فرودگاه دونهوانگ دون‌هوانگ، گانسو
- ZLGM (GOQ) فرودگاه گولمود گلمود، چینگهای
- ZLGY (GYU) فرودگاه لیوپانشان گویان Guyuan، نینگ‌شیا
- ZLHZ (HZG) فرودگاه هانژونگ کسیگوان Hanzhong، شاآنشی
- ZLIC (INC) فرودگاه یینچوان هیدونگ یینچوان، نینگ‌شیا
- ZLJN (JNG) فرودگاه جینینگ کوفو Jining، شاندونگ
- ZLJQ (JGN) فرودگاه جیایوگوان Jiayuguan City، گانسو
- ZLLL (ZGC) فرودگاه لانجو ژنگچوان لانژو، گانسو
- ZLQY (IQN) فرودگاه کینگیانگ Qingyang، گانسو
- ZLTS (THQ) فرودگاه تیانشویی میجیشان تیانشوی، گانسو
- ZLXN (XNN) فرودگاه سینینگ کائوجیابو شینینگ، چینگهای
- ZLXY (XIY) فرودگاه بین‌المللی شی‌آن شیان‌یانگ شی‌آن، شاآنشی
- ZLYA (ENY) فرودگاه یانان شیلیپو Yan'an، شاآنشی
- ZLYL (UYN) Yulin Yuyang Airport Yulin، شاآنشی
- ZLYS (YUS) فرودگاه یوشو باتنگ Gyêgu، Yushu County، چینگهای
- ZLZW (ZHY) فرودگاه ژونگوی ژیانگشان Zhongwei، نینگ‌شیا

### ZP
- ZPBS (BSD) فرودگاه باوشان Baoshan, Yunnan
- ZPDL (DLU) فرودگاه دالی Dali, Yunnan
- ZPDQ (DIG) فرودگاه دکن شنگریلا Shangri-La County، یون‌نان
- ZPJH (JHG) فرودگاه شیشوانگبانا گاسا Jinghong، یون‌نان
- ZPLC (LNJ) فرودگاه لینکانگ Lincang، یون‌نان
- ZPLJ (LJG) فرودگاه لیجیانگ سانی Lijiang، یون‌نان
- ZPMS  (LUM) فرودگاه دیهونگ مانگشی Mang City، یون‌نان
- ZPPP (KMG) فرودگاه بین‌المللی کونمینگ چانگشوی کون‌مینگ، یون‌نان
- ZPSM (SYM) Pu'er Simao Airport Pu'er, Yunnan
- ZPWS (WNH) فرودگاه ونشان پوژوهی Wenshan City، یون‌نان
- ZPZT (ZAT) Zhaotong Airport Zhaotong، یون‌نان

### ZS
- ZSAM (XMN) فرودگاه بین‌المللی زیامن گائوچی شیامن، فوجیان
- ZSAQ (AQG) فرودگاه آنچینگ تیانژوشان انگینگ، آن‌هوئی
- ZSBB (BFU) فرودگاه بنگبو بنگبو، آن‌هوئی
- ZSCG (CZX) فرودگاه چانگجو بنیو چانگژو، جیانگسو
- ZSCN (KHN) فرودگاه بین‌المللی نانچانگ چانگبی نانچانگ، جیانگشی
- ZSDY (DOY) فرودگاه دونگینگ شنگلی دونجینگ (شاندونگ)، شاندونگ
- ZSFY (FUG) فرودگاه فویانگ ژیگان Fuyang، آن‌هوئی
- ZSFZ (FOC) فرودگاه بین‌المللی فوژو چنگل فوژو، فوجیان
- ZSGZ (KOW) فرودگاه گانژو هوانگژین گانژوو، جیانگشی
- ZSHC (HGH) فرودگاه بین‌المللی هانگجو ژیاشان هانگژو، چجیانگ
- ZSJA (JGS) فرودگاه جینگانگشان ژی ان، جیانگشی
- ZSJD (JDZ) فرودگاه جینگدژن لوییا جینگدیجن، جیانگشی
- ZSJJ (JIU) فرودگاه ییوییانگ لوشان جیاجیانگ، جیانگشی
- ZSJN (TNA) فرودگاه بین‌المللی جینان یاکیانگ جینان، شاندونگ
- ZSJU (JUZ) فرودگاه کیوژو کوجاو، چجیانگ
- ZSLD (LCX) فرودگاه لونجیان گوانژیشان لانگیان، فوجیان
- ZSLG (LYG) فرودگاه لیانیونگانگ بایتابو لیانیانگانگ، جیانگسو
- ZSLQ (HYN) فرودگاه تایژو لوکیائو تایجو
- ZSLY (LYI) فرودگاه لینی شابولینگ لینیای، شاندونگ
- ZSNB (NGB) فرودگاه بین‌المللی نینگبو لیشه نانگبو، چجیانگ
- ZSNJ (NKG) فرودگاه بین‌المللی نانجینگ لوکو نانجینگ، جیانگسو
- ZSNT (NTG) فرودگاه نانتونگ زینگدونگ نانتانگ، جیانگسو
- ZSOF (HFE) فرودگاه بین‌المللی هفی لوگانگ هفئی، آن‌هوئی
- ZSPD (PVG) فرودگاه بین‌المللی شانگهای پودنگ شانگهای
- ZSQD (TAO) فرودگاه بین‌المللی کینگدائو لیوتینگ چینگدائو، شاندونگ
- ZSQZ (JJN) فرودگاه کوانژو جینجیانگ کوانژو، فوجیان
- ZSSH (HIA) فرودگاه هوای‌ان لیانشوی هوایان، جیانگسو
- ZSSL فرودگاه شانگهای لنقوا شانگهای
- ZSSS (SHA) فرودگاه بین‌المللی شانگهای هنگقیو شانگهای
- ZSSZ (SZV) Suzhou Guangfu Airport سوژو، جیانگسو
- ZSTX (TXN) فرودگاه بین‌المللی هونگشان تونکسی Huangshan، آن‌هوئی
- ZSWF (WEF) Weifang Airport ویفانگ، شاندونگ
- ZSWH (WEH) فرودگاه ویهای داشویبو ویهای، شاندونگ
- ZSWU (WHU) فرودگاه ووهو واها، آن‌هوئی
- ZSWX (WUX) فرودگاه بین‌المللی سانن شوفانگ ووشی and سوژو، جیانگسو
- ZSWY (WUS) فرودگاه وویی‌شان Wuyishan and نانپینگ، فوجیان
- ZSWZ (WNZ) فرودگاه بین‌المللی ونچو یونگچیانگ ونژو، چجیانگ
- ZSXZ (XUZ) فرودگاه سوژو گئوانئین شوژو، جیانگسو
- ZSYA (YTY) فرودگاه یانگژو تایژو یانگژو and Taizhou، جیانگسو
- ZSYN (YNZ) فرودگاه یانچنگ نانیانگ یانچنگ، جیانگسو
- ZSYT (YNT) فرودگاه بین‌المللی یانتای لایشان یانتای، شاندونگ
- ZSYW (YIW) فرودگاه ایوو ایوو، چجیانگ
- ZSZS (HSN) فرودگاه زوشن پوتوشن جواشان، چجیانگ

### ZU
- ZUAL (NGQ) فرودگاه نگاری گونسا Shiquanhe، منطقه خودمختار تبت
- ZUAS (AVA) فرودگاه انشون وانگوشو انشون، گوئیژو
- ZUBD (BPX) فرودگاه کامدو بامدا Qamdo، منطقه خودمختار تبت
- ZUCK (CKG) فرودگاه بین‌المللی چنگچینگ ییانگبی چونگ‌کینگ
- ZUDX (DAX) Dazhou Heshi Airport Dazhou، سیچوآن
- ZUGU (GYS) Guangyuan Panlong Airport گوانگیوان، سیچوآن
- ZUGY (KWE) فرودگاه بین‌المللی لانگ‌دونگ‌بائو گوئی‌یانگ گوئیانگ، گوئیژو
- ZUJZ (JZH) فرودگاه ییوژای هوانگلنگ Jiuzhaigou، سیچوآن
- ZUKD (KGT) فرودگاه کانگدینگ کانگدین، سیچوآن
- ZULB (LLB) فرودگاه لیبو Libo، گوئیژو
- ZULP (LIA) فرودگاه لیانگ پینگ Liangping، چونگ‌کینگ
- ZULS (LXA) فرودگاه لاسا گونگار لهاسا، منطقه خودمختار تبت
- ZULZ (LZO) فرودگاه لوژو لانتیان لوجو، سیچوآن
- ZUMY (MIG) Mianyang Nanjiao Airport میانیانگ، سیچوآن
- ZUNC (NAO) Nanchong Gaoping Airport نانچونگ، سیچوآن
- ZUNP (HZH) فرودگاه لیپینگ Liping، گوئیژو
- ZUNZ (LZY) فرودگاه نیینگچی ماینلینگ  Nyingchi ، منطقه خودمختار تبت
- ZUQJ (JIQ) فرودگاه کیانجیانگ وولینشان Qianjiang، چونگ‌کینگ
- ZURK (RKZ) فرودگاه شیگاتسه پیس Shigatse، منطقه خودمختار تبت
- ZUTC (TCZ) فرودگاه تنگچونگ توفنگ Tengchong، یون‌نان
- ZUTF (TFU) فرودگاه بین‌المللی چنگدو تیان‌فو چنگدو، سیچوآن
- ZUTR (TEN) فرودگاه تونگرن فنگ‌هوانگ Tongren، گوئیژو
- ZUUU (CTU) فرودگاه بین‌المللی چنگدو شوانگلیو چنگدو، سیچوآن
- ZUWX (WXN) فرودگاه وانچو ووچیاو وانجو، چونگ‌کینگ
- ZUXC (XIC) فرودگاه شیچانگ قینگشان شیچانگ، سیچوآن
- ZUXJ فرودگاه سین‌جین Xinjin، سیچوآن
- ZUYB (YBP) فرودگاه ییبین سایبا ایبلین، سیچوآن
- ZUYI (ACX) فرودگاه شینگیی Xingyi، گوئیژو
- ZUZH (PZI) فرودگاه پانژیهوا بائوآنیینگ پنژیهوا، سیچوآن
- ZUZY (ZYI) فرودگاه زونی زینزهو زونیای، گوئیژو

### ZW
- ZWAK (AKU) فرودگاه اکسو Aksu، سین‌کیانگ
- ZWAT (AAT) فرودگاه آلتای Altay، سین‌کیانگ
- ZWBL (BPL) فرودگاه بول آلاشانکوو Bole، سین‌کیانگ
- ZWCM (IQM) فرودگاه کیه‌مو Qiemo، سین‌کیانگ
- ZWFY (FYN) فرودگاه فویون Fuyun، سین‌کیانگ
- ZWHM (HMI) فرودگاه هامی Hami، سین‌کیانگ
- ZWKC (KCA) فرودگاه کوکا کیوسی  Kuqa ، سین‌کیانگ
- ZWKL (KRL) فرودگاه کورلا Korla، سین‌کیانگ
- ZWKM (KRY) فرودگاه کارامی Karamay، سین‌کیانگ
- ZWKN (KJI) فرودگاه کاناس، چین Burqin County، سین‌کیانگ
- ZWNL (NLT) فرودگاه نالاتی Künes County (Xinyuan), سین‌کیانگ
- ZWSH (KHG) فرودگاه کاشغر کاشغر، سین‌کیانگ
- ZWSS (SXJ) Shanshan Airport Shanshan، سین‌کیانگ
- ZWTC (TCG) فرودگاه تاچنگ Tacheng، سین‌کیانگ
- ZWTN (HTN) فرودگاه ختن ختن، سین‌کیانگ
- ZWTP (TLQ) فرودگاه تورپان جیائوهه تورفان، سین‌کیانگ
- ZWWW (URC) فرودگاه بین‌المللی اورومچی دیووپو اورومچی، سین‌کیانگ
- ZWYN (YIN) فرودگاه ینینگ Yining، سین‌کیانگ

### ZY
- ZYAS (AOG) فرودگاه آنشان تنگاو آنشان (چین)، لیائونینگ
- ZYBS (NBS) فرودگاه چانگ‌بایشان بایشان، جی‌لین
- ZYCC (CGQ) فرودگاه بین‌المللی چانگچون لونگییا چانگچون، جی‌لین
- ZYCY (CHG) فرودگاه چاویانگ چاویانگ
- ZYDD (DDG) فرودگاه داندونگ لنگتو داندونگ، لیائونینگ
- ZYDQ (DQA) فرودگاه داکینگ سارتیو داکینگ، هیلونگ‌جیانگ
- ZYHB (HRB) فرودگاه بین‌المللی هاربین تایپینگ هاربین، هیلونگ‌جیانگ
- ZYHE (HEK) فرودگاه هیه هایهی، هیلونگ‌جیانگ
- ZYJL (JIL) فرودگاه جیلین ارتایزی جی‌لین، جی‌لین
- ZYJM (JMU) فرودگاه جیاموسی دنگجیاو جیاموسی، هیلونگ‌جیانگ
- ZYJX (JXA) فرودگاه جیشی شینکاهو جیشی، هیلونگ‌جیانگ
- ZYJZ (JNZ) فرودگاه جینجو کسیالینگزی جینجو، لیائونینگ
- ZYLD (LDS) فرودگاه ییچون لیندو Yichun، هیلونگ‌جیانگ
- ZYMD (MDG) فرودگاه مودانجیانگ هایلانگ مودانجیانگ، هیلونگ‌جیانگ
- ZYMH (OHE) فرودگاه موهه گولیان  Mohe ، هیلونگ‌جیانگ
- ZYQQ (NDG) فرودگاه کیکیهار سینجیازی چیچیهار، هیلونگ‌جیانگ
- ZYTL (DLC) فرودگاه بین‌المللی دالیان ژووشویزی دالیان، لیائونینگ
- ZYTN (TNH) فرودگاه تونگهوا سن‌یوانپو تانگهوا، جی‌لین
- ZYTX (SHE) فرودگاه بین‌المللی شنینگ تخین شن‌یانگ، لیائونینگ
- ZYXC (XEN) Xingcheng Airport Xingcheng، لیائونینگ
- ZYYJ (YNJ) فرودگاه یانجی چائویانگ‌چون یانگژی، جی‌لین

## ZK -کره شمالی
همچنین رده و فهرست را ببینید.
- ZKPY (FNJ) فرودگاه بین‌المللی سونان پیونگ‌یانگ

## ZM -مغولستان
همچنین رده و فهرست را ببینید.
- ZMAH (AVK) فرودگاه آروایخیر آروایخیر، Övörkhangai
- ZMAT (LTI) فرودگاه آلتایی آلتای، مغولستان، Govi-Altai
- ZMBH (BYN) فرودگاه بیانخانگار بیانخانگار، Bayankhongor
- ZMBN (UGA) فرودگاه بولگان بولگان، Bulgan
- ZMBS (HBU) Bulgan Airport, Khovd Bulgan, Khovd، Khovd
- ZMBU (UUN) فرودگاه بارون-یورت بارون-یورت، Sükhbaatar
- ZMCD (COQ) فرودگاه چویبالسان چوی‌بالسان، Dornod
- ZMDN فرودگاه دونویی اولیاستی، Zavkhan
- ZMDZ (DLZ) فرودگاه دلنزدگد دلنزدگد، Ömnögovi
- ZMHH (KHR) فرودگاه خارخارین خارخارین، مغولستان، Övörkhangai
- ZMHU (HJT) Khujirt Airport Khujirt، Övörkhangai
- ZMKD (HVD) فرودگاه خاود خاود، Khovd
- ZMMG (MXW) فرودگاه ماندالگووی ماندالگووی، Dundgovi
- ZMMN (MXV) فرودگاه مورون مورون، مغولستان، Khövsgöl
- ZMTG (TSZ) Tsetserleg Airport چچرلگ، Arkhangai
- ZMUB (ULN) فرودگاه بین‌المللی بویانت-اوخا (formerly Buyant Ukhaa Airport) اولان‌باتور (Ulaanbaatar)
- ZMUG (ULO) فرودگاه اولانگوم اولانگام، Uvs
- ZMUH (UNR) Öndörkhaan Airport اوندورخان، Khentii
- ZMUL (ULG) فرودگاه اولگی اولگی، Bayan Ölgii